# أندريه كايتانو غونسالفيس
أندريه كايتانو غونسالفيس (23 يناير 1992 في سويسرا - ) هو لاعب كرة قدم سويسري في مركز الدفاع. شارك مع منتخب سويسرا تحت 17 سنة لكرة القدم ومنتخب سويسرا تحت 19 سنة لكرة القدم ومنتخب سويسرا تحت 20 سنة لكرة القدم. أما مع النوادي، فقد لعب مع نادي آراو ونادي زيورخ ونادي شافهاوزن.

## وصلات خارجية
- أندريه كايتانو غونسالفيس على موقع الاتحاد الدولي (مؤرشف)  (الإنجليزية)
- أندريه كايتانو غونسالفيس على موقع قاعدة بيانات كرة القدم.إي يو (الإنجليزية)
- أندريه كايتانو غونسالفيس على موقع Soccerway.com (الإنجليزية)
- أندريه كايتانو غونسالفيس على موقع عالم كرة القدم.نت (الإنجليزية)